# Christian Jacq
Christian Jacq (París, Francia, 28 de abril de 1947) es un egiptólogo y escritor de ficción, doctorado en Egiptología en La Sorbona e iniciado en la Masonería. Gran experto en la época de Ramsés II, fundó el Instituto que lleva el nombre de dicho faraón.

## Biografía
Además de dedicarse a obras de divulgación histórica, ha escrito numerosas novelas de ficción cuyo eje central es el Antiguo Egipto, y utilizando los pseudónimos de J. B. Livingstone, Christopher Carter y Célestin Valois, varias novelas policíacas contemporáneas. Entre sus obras académicas se encuentra El Egipto de los grandes faraones, que recibió un premio de la Academia francesa, mientras que entre sus libros de ficción podemos encontrar títulos como El juez de Egipto y la pentalogía Ramsés, todos éxitos de ventas.
Por otros trabajos ha recibido premios como el Jean d'Heurs y el Prix des Maisons de la Presse.
Lo interesante de sus novelas es la mezcla entre ficción e historia real, mezcla que atrae tanto a lectores que buscan conocimientos académicos como aquellos que desean disfrutar de una aventura literaria.

## Enlaces relacionados
- Wikimedia Commons alberga una categoría multimedia sobre Christian Jacq.
- Entrevista a Christian Jacq en elmundo.es

- Datos: Q366302
- Multimedia: Christian Jacq / Q366302